# Joseph Barbier de Landrevie
Joseph Barbier de Landrevie (22 avril 1764, Confolens - 17 juin 1829, Confolens), est un militaire et homme politique français.

## Biographie
Il suivit la carrière militaire dans les armées du roi. Il dembarque en 1783, pour aller servir dans le « régiment de la Martinique », fait naufrage, revient sur le continent et sert comme officier au régiment de Barrois-Infanterie. 
Il finit par rentrer dans la vie civile, et par exercer les fonctions d'entreposeur des tabacs et de juge de paix à Confolens.
Sous le premier Empire, il avait été élu par le Sénat conservateur, le 18 février 1808, député au Corps législatif ; le choix du Sénat ratifiait le vœu des électeurs de l'arrondissement de Confolens.

## Sources
- « Joseph Barbier de Landrevie », dans Adolphe Robert et Gaston Cougny, Dictionnaire des parlementaires français, Edgar Bourloton, 1889-1891 [détail de l’édition]